# Лукоянов, Михаил Николаевич
Михаил Николаевич Лукоянов (1892—1940) — советский партийный деятель, брат Фёдора Николаевича Лукоянова и Веры Николаевны Карнауховой (известной по следствию Н. А. Соколова о расстреле Николая II и его семьи).

## Биография
Родился 20 сентября 1892 в семье контролера казённой палаты (Кыновский завод Кунгурского уезда Пермской губернии). Всего в семье было пятеро детей.
В 1910 поступил в Московское высшее техническое училище. Участвовал в первой мировой войне. Член РСДРП с марта 1917. Делегат VI съезда РСДРП(б) от Пермской организации.
15 августа 1917 был избран членом управы Пермской городской Думы от партии большевиков (также был выбран П. Галанин). С 21 декабря 1917 по 21 января 1918 — Председатель Исполнительного комитета Совета рабочих и солдатских депутатов Пермской губернии, с 21 января по апрель 1918 года — заместитель председателя. С апреля по декабрь 1918 года возглавил губернский военный отдел (комиссариат).
С января 1919 по февраль 1920 — заместитель военкома Уральского военного округа. В 1920-21 — председатель Екатеринбургского губисполкома, затем на партийной и хозяйственной работе.
Делегат XIV съезда РКП(б) в декабре 1925 года. В 1925-26 — управляющий трестом хлопчатобумажной промышленности.
В 1927-37 — работник заготовительных организациях различного уровня. В 1937-40 — начальник отдела трестов столовых и ресторанов Народного комиссариата торговли.
В 1940 году осужден. Умер в заключении
Именем М.Лукоянова названа улица в Перми.